# Чеське національне відродження

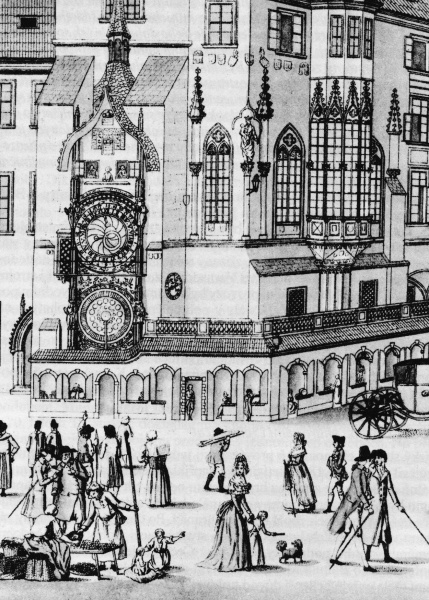
Життя в Празі в кінці 18 століття

Чеське національне відродження — культурний рух, що відбувався на території Чеських земель протягом XVIII та XIX століття. Метою було відродження чеської мови, культури та національної ідентичності. Найбільш відомими особистостями Чеського національного відродження є Йозеф Добровський та Йозеф Юнгман.

## Передумови
Після Битви на Білій Горі в 1620 році Чеські землі потерпали від політики германізації, що проводилася імперією Габзбургів. Пригнічення також стосувалося й релігії: до 95% мешканців Богемії були протестантами. Попри те, що формально Габзбурги декларували свободу віросповідання, вони почали нестримну політику контрреформації та покатоличення, що змусило чеську еліту втікати з країни. Це насильницьке покатоличення є також однією з причин того, що сьогодні багато чехів є атеїстами. Протягом двох наступних століть чеська мова була поступово ліквідована з державного управління, літератури, шкіл, Карлового університету. Багато книг написаних чеською мовою були спалені з релігійних причин. Наприклад, тільки Jesuit Antonín Koniáš спалив близько 30 000 чеськомовних книг. Поступово чеська мова була понижена до рівня селян, які часто були неписемними. З цього випливає, що представники Чеського відродження часто шукали натхнення серед звичайних чехів в селі.

## Етапи
Йозеф Добровський опублікував "Чеську граматику" в 1809 році. В 1817 Вацлав Ганка проголосив відкриття Краледворського і Зеленогорських рукописів. Через десятиліття було доведено, що ці рукописи — підробка. Йозеф Юнгманн опублікував 5-ти томний чесько-німецький словник в 1834–1839. Цей словник мав великий вплив на чеську мову. Юнгман використав Кралицьку Біблію (1579–1613), а також мову, яку використовували його сучасники. Він запозичив слова, що були відсутні в чеській мові в інших слов'янських мовах чи створював неологізми. Його також надихало створення чеської термінології, що, таким чином, уможливило розвиток власне чеських досліджень. Ця робота була опублікована Чеською матицею, установою, що була створена Францішеком Палацьким як гілка Національного музею. Матиця стала одним з шляхів, який уможливлював друк робіт чеською мовою. В 1832 вона взяла на себе публікацію журналу Богемського музею. Це видання було важливим, через те, що забезпечило можливість чеської інтелігенції обмінюватися ідеями своєю рідною мовою, в той час, як журнали Королівської богемської академії наук друкувалися німецькою мовою. З відродженням чеської мови настало й відродження чеської культури. Чеський національний театр був відкритий в 1883 році, а Національний музей в 1818 році.

## Наслідки
Як наслідок, чеській мові знову був повернений офіційний статус на території Чеських земель. Зараз вона використовується більшістю населення Чехії та є офіційною мовою цієї держави. Однак, виникла розбіжність між щоденною, сільською мовою та мовою літературною через представників Відродження, що використовували стародавню Кралицьку Біблію для створення граматики та словників.